# Wereldkampioenschappen openwaterzwemmen 1991
Openwaterzwemmen was een van de vijf sporten die deel uitmaakte van de Wereldkampioenschappen zwemmen 1991, de andere sporten waren zwemmen, schoonspringen, synchroonzwemmen en waterpolo. De wedstrijden vonden plaats van 7 tot en met 13 januari 1991 in Perth, Australië.

## Medaillespiegel
| Plaats | Land             | Goud | Zilver | Brons | Totaal |
| 1      | Verenigde Staten | 1    | 1      | 1     | 3      |
| 2      | Australië        | 1    | 0      | 1     | 2      |
| 3      | Italië           | 0    | 1      | 0     | 1      |
| Totaal | Totaal           | 2    | 2      | 2     | 6      |

## Podia
| Afstand:             | Goud:                          | Tijd       | Zilver:                      | Tijd       | Brons:                        | Tijd       |
| Mannen 25 kilometer  | Chad Hundeby Verenigde Staten  | 5:01.45,78 | Sergio Chariandini Italië    | 5:03.18,81 | David O'Brien Australië       | 5:08.53,35 |
| Vrouwen 25 kilometer | Shelley Taylor-Smith Australië | 5:21.05,53 | Martha Jahn Verenigde Staten | 5:25.16,67 | Karen Burton Verenigde Staten | 5:28.22,74 |

Zwemmen · Openwaterzwemmen · Schoonspringen · Synchroonzwemmen · Waterpolo
Perth 1991 · 
Rome 1994 · 
Perth 1998 · 
Honolulu 2000 · 
Fukuoka 2001 · 
Sharm el-Sheikh 2002 · 
Barcelona 2003 · 
Dubai 2004 · 
Montréal 2005 · 
Napels 2006 · 
Melbourne 2007 · 
Sevilla 2008 · 
Rome 2009 · 
Roberval 2010 · 
Shanghai 2011 · 
Barcelona 2013 · 
Kazan 2015 · 
Boedapest 2017 · 
Gwangju 2019 · 
Boedapest 2022 · 
Fukuoka 2023 · 
Doha 2024